# Mistrzostwa Czterech Narodów
Mistrzostwa Czterech Narodów (wcześniej – przed dołączeniem jednej dodatkowej reprezentacji – Mistrzostwa Trzech Narodów) – międzynarodowe zawody w łyżwiarstwie figurowym, w których rywalizują zawodnicy reprezentujący kraje regionu Grupy Wyszehradzkiej. Początkowo, od 2008 roku, turniej był organizowany tylko dla reprezentacji Polski, Czech i Słowacji (stąd nazwa „Mistrzostwa Trzech Narodów”). W 2014 roku do rywalizacji włączyli się również Węgrzy, co spowodowało przemianowanie zawodów na „Mistrzostwa Czterech Narodów”. Organizacja imprezy odbywa się cyklicznie, a prawo gospodarza przekazywane jest rotacyjnie pomiędzy uczestniczącymi państwami.